# Râul Ștevioara, Șimon
Râul Ștevioara este un curs de apă, afluent al râului Tisa. 